# Mallin
Mallin – dzielnica miasta Penzlin w Niemczech, w kraju związkowym Meklemburgia-Pomorze Przednie, w powiecie Mecklenburgische Seenplatte, w Związku Gmin Penzliner Land. Do 31 grudnia 2011 była samodzielną gminą.